# Borotbiści
Bortotbiści – ukraińska lewicowo-narodowa partia polityczna, jaka powstała w maju 1918 roku.
Partia została założona przez grupę lewicowych działaczy Ukraińskiej Partii Socjalistów-Rewolucjonistów. Swoją nazwę wzięła od organu prasowego „Borot’ba”. W sierpniu 1918 roku przyjęła oficjalną nazwę Ukraińska Partia Komunistyczna. Partia cieszyła się dużym poparciem wśród chłopów i miała swoich przedstawicieli w Radzie Komisarzy Ludowych USSR, gdy na jej czele stał Christian Rakowski. Bortobiści wnioskowali o przyjęcie do Międzynarodówki Komunistycznej, ich wniosek został jednak odrzucony. Politycy tej partii odegrali ważną rolę w procesie ukrainizacji Ukraińskiej Socjalistycznej Republiki Radzieckiej. Partia została rozwiązana w 1920 roku, wielu jej członków dołączyło do Komunistycznej Partii (bolszewików) Ukrainy.
Byli działacze partii byli prześladowani politycznie w latach 30. XX wieku.
Do działaczy partii należą: Wasyl Błakytnyj, Ołeksandr Szumski, Wasyl Czumak, Hryhoryj Hryńko oraz Ołeksandr Dowżenko.